# Георги Костадинов (революционер)
Георги Янакиев Костадинов е български революционер, деец на Вътрешната македоно-одринска революционна организация.

## Биография
Роден е в 1880 година в костурското село Апоскеп, тогава в Османската империя, днес в Гърция. В 1898 година влиза във ВМОРО и до 1903 година действа като легален деец – пренася оръжие, боеприпаси и кореспонденция. През лятото на 1902 година при похода на четата на полковник Анастас Янков към Костурско на Костадинов е възложено да я посрещне и изпрати до село Загоричани. При Бобища четата е издадена и Костадинов участва в избухналото сражение с османска войска. През лятото на 1903 година участва в Илинденско-Преображенското въстание с четата на Стоян Бакалов от Апоскеп, сражава се при Вишени и участва в превземането на Клисура, превземането на Невеска, ожесточеното сражение при Ледничкия връх над Апоскеп и в други сражения между Поздивища и Кономлади. При потушаването на въстанието къщата му е опожарена, а имотът разграбен.
В 1913 година новите гръцки окупационни власти го арестуват като изявен българин и го затварят в Еди куле в Солун, където лежи от 4 март 1913 година до 7 февруари 1914 година. В 1916 година къщата му повторно е изгорена, този път от гръцките власти.
На 4 май 1943 година, като жител на Варна, подава молба за българска народна пенсия, която е одобрена и пенсията е отпусната от Министерския съвет на Царство България.